# Konrad Exner
Konrad Exner (auch Konrad Exner-Seemann; * 16. September 1944 in Lübeck) ist ein deutscher Pädagoge und Politikwissenschaftler.

## Leben
Nach einer kaufmännischen Lehre legte Konrad Exner am Abendgymnasium das Abitur ab. Er studierte an der Pädagogischen Hochschule Rheinland Pädagogik und an der Kölner Universität Pädagogik und Geschichte. Neben Unterrichtstätigkeit studierte er an der Universität Heidelberg Geschichte, Politische Wissenschaft und Germanistik.  1991 wurde er mit einer erziehungswissenschaftlichen Dissertation über die soziale Herkunft der Realschulabiturienten der Rheinprovinz in der zweiten Hälfte des 19. Jahrhunderts an der Fakultät für Sozial- und Verhaltenswissenschaften der Universität Heidelberg promoviert.
Bis zu seiner Pensionierung im Jahr 2009 war er als Lehrer an allgemeinbildenden und beruflichen Schulen, zuletzt als Oberstudienrat am Gewerblichen Bildungszentrum in Bruchsal, und zeitweise auch als Lehrbeauftragter im Fach Wissenschaftliche Politik an der Pädagogischen Hochschule Heidelberg tätig. Nach seiner Pensionierung studierte er von 2009 bis 2012 evangelische Theologie an der Universität Heidelberg, und von 2013 bis 2018 leitete er den ökumenischen Bibelkreis der Weststadtgemeinden Weinheims. Auf Grund eines Aufrufs des Kultusministeriums von Baden-Württemberg an pensionierte Lehrer, während der Flüchtlingskrise bei der Unterrichtsversorgung von Kindern und Jugendlichen zu helfen, unterrichtete Exner als nebenberufliche Lehrkraft von 2016 bis 2018 verschiedene Deutschkurse an der beruflichen Hans-Freudenberg-Schule in Weinheim.
Exner gehört dem Vorstand der Regionalgruppe Mannheim des Landesvereins Badische Heimat an. Er veröffentlichte Beiträge zur Landesgeschichte auf dem Landesbildungsserver Baden-Württemberg sowie in den Zeitschriften Badische Heimat des gleichnamigen Vereins und in Hierzuland des Arbeitskreises Heimatpflege, Regierungsbezirk Karlsruhe. Ein Schwerpunkt seiner Veröffentlichungen sind die Badische Ständeversammlung bzw. der badische Landtag im 19. und frühen 20. Jahrhundert und deren Abgeordnete sowie die badischen Verfassungen. Weitere Schwerpunkte sind die Vereinigte Evangelisch-Protestantische Kirche im Großherzogtum Baden im 19. und Anfang des 20. Jahrhunderts und historische Projekte im kommunalen Bereich.

## Ehrungen
- Ehrennadel des Arbeitskreises Heimatpflege des Regierungsbezirks Karlsruhe durch Regierungspräsidentin Nicolette Kressl.[11][12]
- Ehrung für 25 Jahre evangelischer Kirchenchor durch Kirchenmusikverband der Evangelischen Landeskirche in Baden Kirchenmusikverband der Evangelischen Landeskirche in Baden

## Schriften (Auswahl)
Monografien
- Das Realschulwesen in Preußen. Schulentwicklung und Sozialstruktur der Realschulabiturienten der Rheinprovinz in der 2. Hälfte des 19. Jahrhunderts. Zugleich: Dissertation Universität Heidelberg 1991. Lang, Frankfurt am Main 1991, ISBN 978-3-631-44227-2.
- Josef Ziegelmeyer: badische Landes- und Kommunalpolitik im frühen 20. Jahrhundert. Verlag Regionalkultur, Ubstadt-Weiher 1993, ISBN 978-3-929366-03-7.
- Parlamentsarbeit im Zeitalter der konstitutionellen Monarchie: Rupert Rohrhurst – Ehrenbürger der Stadt Heidelberg und Präsident der Badischen Abgeordnetenkammer. Verlag Regionalkultur, Ubstadt-Weiher 1996, ISBN 978-3-929366-37-2.
- 50 Jahre Grundgesetz: Vorläufer des Grundgesetzes, Abgeordnete des badischen Landtages. Braun, Karlsruhe 1999, ISBN 978-3-7650-8229-0.
- Einführung in das Evangelium nach Matthäus. Selbstverlag, Weinheim 2018, ISBN 978-3-00-060236-8.
- Einführung in das Lukasevangelium. Selbstverlag, Weinheim 2018, ISBN 978-3-00-062491-9.
- Einführung in das Evangelium nach Markus. Selbstverlag, Weinheim 2021, ISBN 978-3-00-069771-5.
- Stadtseniorenrat Weinheim e. V., 1983–2023 zum Jubiläum, 40 Jahre Stadtsenioren-Rat Weinheim e. V., Weinheim 2023, ISBN 978-3-00-075600-9.
- Einführung in das Evangelium nach Johannes. Selbstverlag, Weinheim 2024, ISBN 978-3-00-080202-7.

```
 Zeitschriftenaufsätze
```

- Parlamentsarbeit im Wahlkreis Mosbach: Johann Georg Banschbach 1905–1918. In: Mosbacher Jahresheft. 1998, S. 59–96.
- Ludwig Marum. Landespolitiker und NS-Opfer in Kislau/Bad Mingolsheim. In: Pädagogische Praxis und erziehungswissenschaftliche Theorie zwischen Lokalität und     Globalität. Verlag Peter Lang, Frankfurt am Main 2000, ISBN 978-3-631-35323-3.
- Marie Bernays – eine der ersten Parlamentarierinnen Mannheims. In: Badische Heimat. 2003, Nr. 3, S. 507–513.
- Marianne Weber. Die erste Rednerin im badischen Parlament. In: Badische Heimat. 2005, Nr. 2, S. 277–280.
- Maria Rigel, Mannheimer Abgeordnete im badischen Landtag nach Einführung des Frauenwahlrechts 1919. In: Badische Heimat. 2007, Nr. 1, S. 133–139.
- Richard Freudenberg – einflussreicher Unternehmer im badischen Parlament. In: hierzuland. 2011, 44, S. 29–36.
- Richard Rothe. Mitglied der Ersten Kammer des badischen Landtags. In: Badische Heimat. 2014, Nr. 4, S. 303–312.
- Die politischen und wirtschaftlichen Ereignisse der Republik Baden in der Zeit der Weimarer Republik. In: Badische Heimat. 2016, Nr. 2, S. 291–300.
- Wortgewaltiger Priester und Politiker. Johann Baptist Knebel, Abgeordneter der Zweiten Kammer des badischen Landtags. In: Hierzuland. 2016, Heft 49, S. 23–31.
- Ein Pädagoge im badischen Parlament – Georg Peter Weygoldt – Abgeordneter der Zweiten Kammer. In: Badische Heimat. 2017, Nr. 2, S. 203–211.
- Für den Staat und seine Einheit. Die badische Verfassungsurkunde vom 22. August 1818. In: Hierzuland. 2018, Heft 51, S. 20–25.
- 200 Jahre badische Verfassung. In: Badische Heimat. 2018, Nr. 4, S. 455–460.
- 100 Jahre badische Verfassung vom 21. März 1919. In: Badische Heimat. 2019, Nr. 4, S. 356–362.
- Ludwig Maier – Architekt des Stilpluralismus. In: Hierzuland. Karlsruhe 2019, S. 4–9.
- Maria Rigel – Die gebürtige Adelsheimerin zieht nach Einführung des Frauenwahlrechts 1919 in den badischen Landtag ein. In: Maria Gehrig: Mutige Frauen ihrer Zeit     -Schicksale und Lebensgeschichten. Verlag Regionalkultur, Heidelberg 2021, ISBN 978-3-95505-222-5, S. 116–125.
- 200 Jahre Kirchenunion zwischen Lutheranern und Reformierten in Baden. In: Jahrbuch für badische Kirchen- und Religionsgeschichte. Verlag Kohlhammer, Stuttgart       2020, ISBN 978-3-17-039986-0.
- Badische Kirchenunion von 1821. In: Hierzuland. Heft 54, 2021, S. 4–14.
- Hermann Behaghel. Ein evangelischer Kirchenarchitekt und -baumeister im Land Baden vor 100 Jahren. In: Badische Heimat. 2021, Nr. 2, S. 259–266.
- Der Kirchenbaumeister Hermann Behaghel. Architekt von rund 30 evangelischen Kirchenbauten in Nordbaden. In: Hierzuland. 2022, Heft 55, S. 44–51.
- Kirchenbauten Mannheims im 19./20. Jahrhundert. In: Badische Heimat. 2023, Nr. 3, S. 374–381.
- Ein evangelischer Pfarrer – politisch engagiert – Georg Fehn -Abgeordneter des Badischen Landtags. In: Jahrbuch für badische Kirchen- und Religionsgeschichte.   Verlag Kohlhammer, Stuttgart 2023, ISBN 978-3-17-041314-6.
- Ein Pädagoge im badischen Parlament. In: hierzuland. Karlsruhe 2024, Heft 57, S. 22–29.
- Priester und Landtagsabgeordneter. In: Unser Land -Heimatkalender für Neckartal, Odenwald, Bauland und Kraichgau. Rhein-Neckar-Zeitung GmbH, Heidelberg 2024, S.     182f. ISBN 978-3-936866-759.
- Ein Pfarrer im Landtag für das Bauland. In: Unser Land -Heimatkalender für Neckartal, Odenwald, Bauland und Kraichgau. Rhein-Neckar-Zeitung GmbH, Heidelberg     2025, S. 146f. ISBN 978-3-936866-780.